# علي عبد الرؤوف
علي عبد الرؤوف عيسى العبد رب النبي مواليد 31 يناير 2004 في القطيف ، السعودية، هو لاعب كرة قدم سعودي لعب سابقاً في نادي الخليج.